# Futballháború

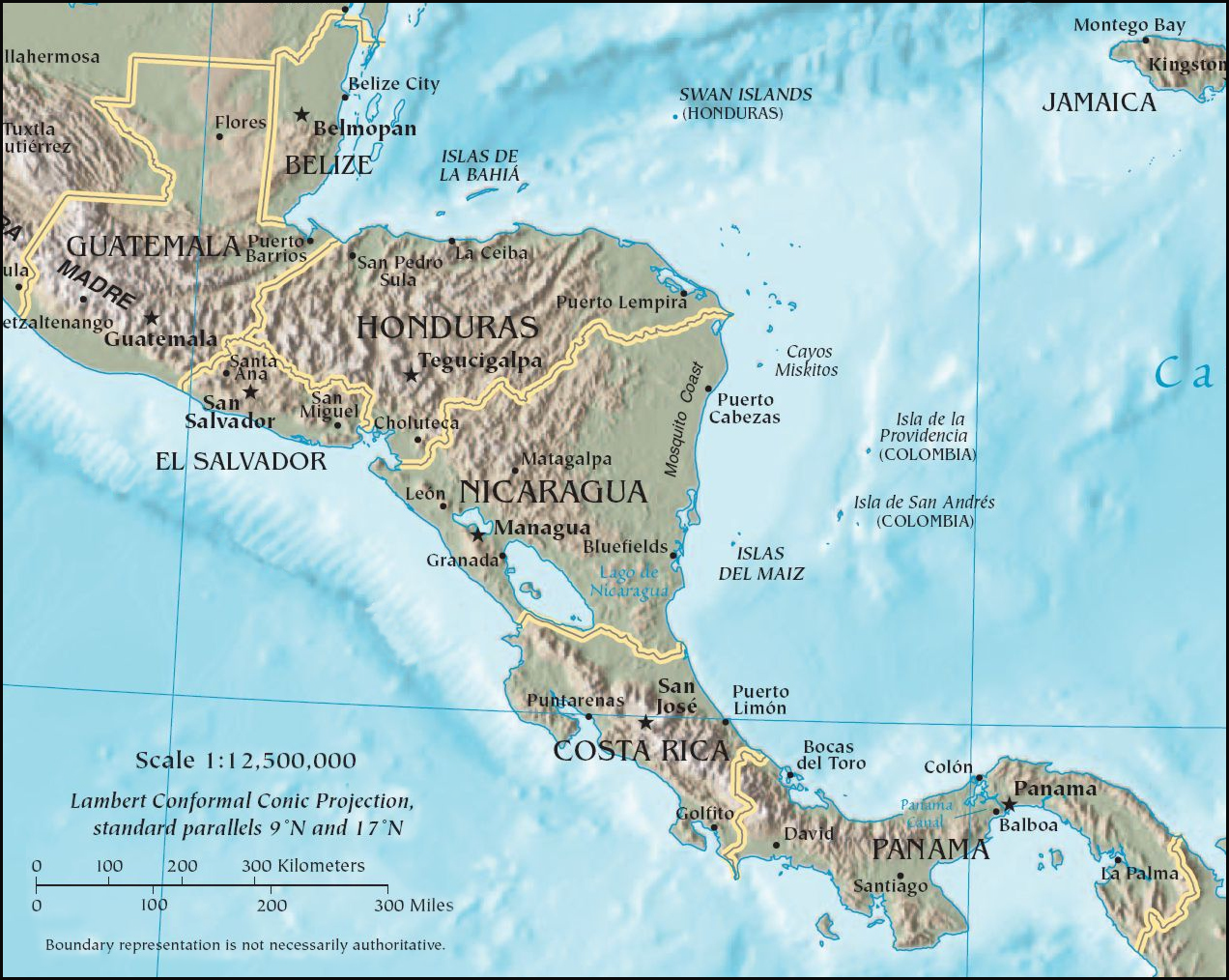
Közép-Amerika térképe

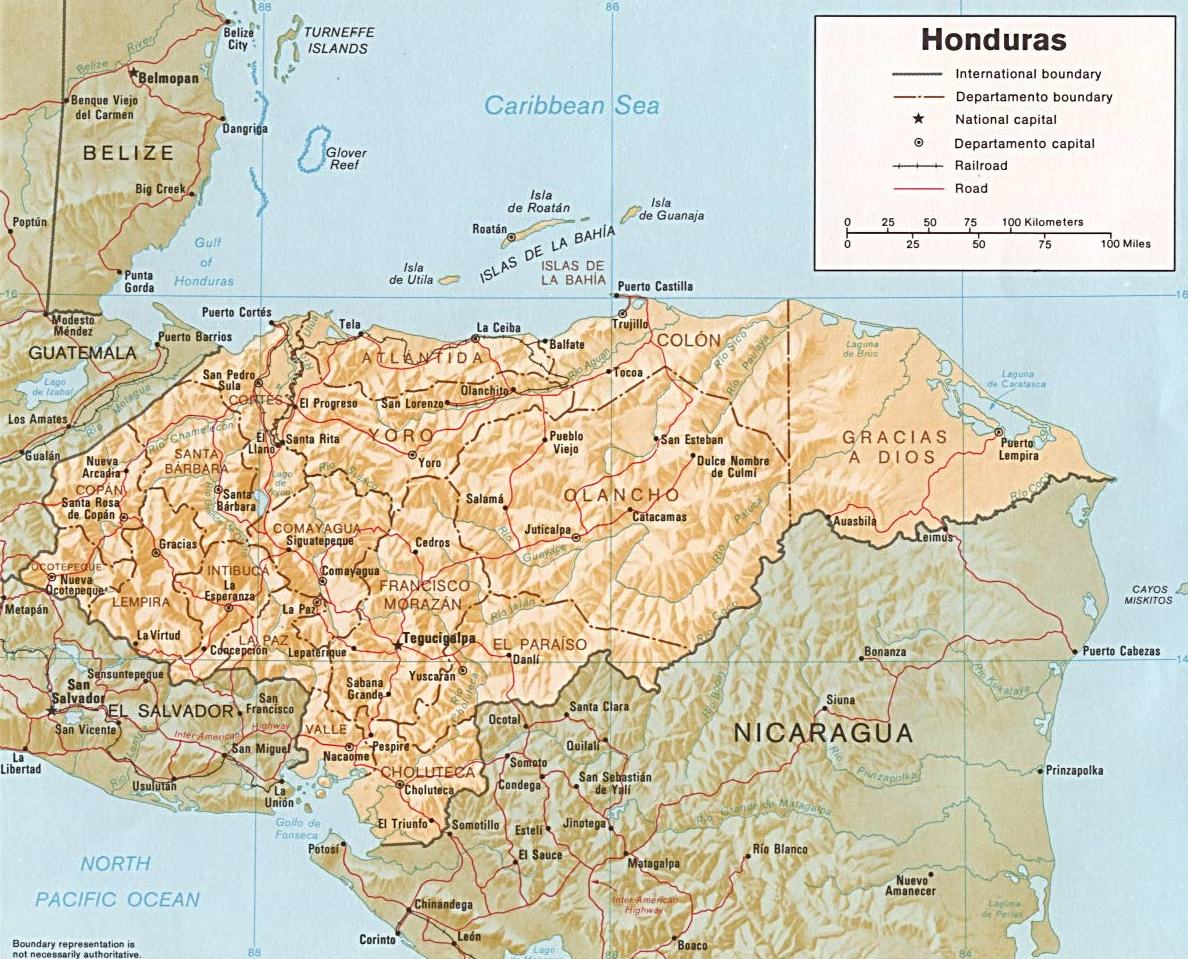
Honduras 1985-ös térképe

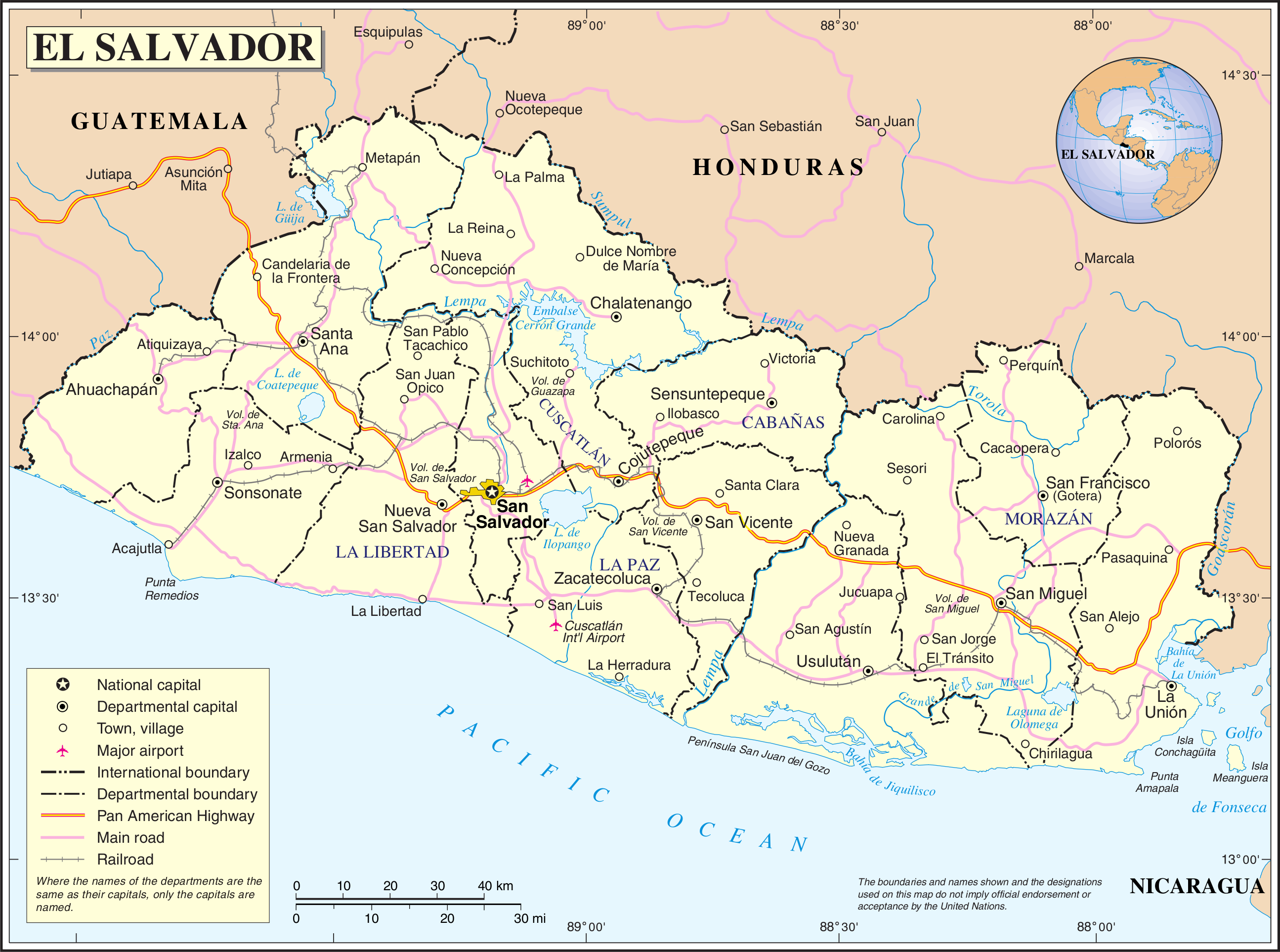
El Salvador 1980-as térképe

A „futballháború” (spanyolul: La guerra del fútbol), vagy más elnevezéssel élve a százórás háború egy öt napig tartó (1969. július 14–18.) fegyveres konfliktus volt El Salvador és Honduras között.

## Története
A két ország közötti feszültséget tükrözte az a dulakodás, ami a június 27-ei futball mérkőzés után történt (3:2-es salvadori győzelemmel), azonban nem ez okozta a háborút. Valódi oka a két ország közötti politikai nézeteltérések, beleszámítva a salvadoriak bevándorlását Hondurasba.
A labdarúgás csak fokozta a sovinizmust, és felajzotta a hazafias hurráhisztériát, melyre a háború kirobbantásához és az oligarchia uralmának megszilárdításához mindkét országban szükség volt.
Salvador támadt elsőnek, mivel hadserege jóval erősebb volt, és könnyű győzelemre számított. A háborúban szinte csak második világháborús hadieszközöket alkalmaztak.
A futballháború mindössze száz óráig tartott. Az áldozatok száma: több ezer halott és több mint tízezer sebesült. Körülbelül ötvenezren vesztették el az otthonukat és a földjüket. Sok falut leromboltak.

## Következmény
A háborút július 18-án tűzszünet, majd az 1980. október 30-án megkötött békeszerződés zárta le. A háború következtében mindkét ország, de különösen Salvador gazdasága megrendült, amihez hozzájárult, hogy több százezer, Hondurasban élő salvadori volt kénytelen Salvadorba menekülni. A gazdasági és társadalmi feszültségek hozzájárultak a tíz évvel későbbi El Salvador-i polgárháború kitöréséhez.